# Парандій Олеся Петрівна
Олеся Петрівна Парандій (нар. 11 червня 1991, м. Хмельницький) — українська гандболістка, яка грала за львівську «Галичанку» Виступає на позиції правої крайньої. Робоча рука — ліва. 
У складі «Галичанки» - чемпіонка України жіночої суперліги, володарка Кубків України (2016, 2017) та Суперкубку України (2016), півфіналістка Кубку Виклику—2014, 2015, учасниця Кубку Європейської гандбольної федерації сезонів 2015/2016 та 2016/2017. У складі студентської збірної України – чемпіонка Європи серед студентів.
У 13 років розпочинає займатись гандболом на виступає за ДЮСШ №1 (Хмельницький). У 2008 році вступає до Львівського державного університету фізичної культури. У 2014, 2015 роках викликалась до Національної збірної команди України.
У міжсезоння 2017 року підписала контракт з польським гандбольним клубом «Кельці».
Влітку 2020 року підписала контракт на один рік з командою «Eurobud Grupa JKS Jarosław» з міста Ярослав, яка цьогоріч грає у польській Суперлізі.